# Zaprtje
Zaprtje, tudi zaprtost, zapeka, konstipacija ali obstipacija, pomeni neredno, težavno iztrebljanje. Blato je običajno trdo in suho. Med simptomi in znaki zaprtja se lahko pojavljajo tudi bolečina v trebuhu, napenjanje, občutek nepopolnega izpraznjenja črevesa po iztrebljanju. Zaprtje lahko povzroči zaplete, kot sta zlata žila (hemoroidi) in analna fisura (boleča razpoka sluznice zadnjika). Zaprtje je opredeljeno kot iztrebljanje majhnih količin (manj kot 50 gramov) trdega blata in je navadno združeno z nezadostnim iztrebljanjem po večdnevni pavzi. Lahko pa bolnik iztreblja nezadostne količine blata, čeprav gre na veliko potrebo večkrat na dan. Normalna pogostnost iztrebljanja pri odraslih je od trikrat na dan do trikrat na teden. Dojenčki praviloma iztrebljajo tri- do štirikrat na dan, mlajši otroci pa dva- do trikrat na dan.
Zaprtje lahko povzročijo številni vzroki. Najpogosteje je posledica upočasnjenega premikanja iztrebkov po črevesju, sindroma razdražljivega črevesa ali bolezni medeničnega dna. Zaprtje je lahko posledica bolezni, kot so hipotiroidizem, sladkorna bolezen, parkinsonova bolezen, celiakija in druge oblike preobčutljivost za gluten, rak debelega črevesa, divertikulitis, vnetna črevesna bolezen. Lahko je tudi posledica uporabe določenih zdravil, kot so opioidi, nekateri antacidi, zaviralci kalcijevih kanalčkov in antihiolinergiki. Pri okoli 90 % bolnikov, ki uporabljajo opioidna zdravila, se pojavi zaprtje. Zaprtje je bolj zaskrbljujoče, kadar ga spremlja izguba telesne mase ali slabokrvnost, če je v blatu prisotna kri, če ima bolnik v anamnezi vnetno črevesno bolezen, če je družinsko obremenjen z rakom debelega črevesa ali če se pojavi pri starostniku.
Zdravljenje je odvisno od vzroka ter od trajanja zaprtja. Pomagajo lahko pitje zadostnih količin tekočine, uživanje hrane z več vlakninami in telesna dejavnost. Če ti ukrepi niso učinkoviti, so lahko potrebna odvajala. Poznamo več vrst odvajal glede na način delovanja (mehčalci blata, polnilna odvajala (povečajo volumen črevesne vsebine), osmozna odvajala ...). Kontaktna odvajala se praviloma uporabijo le, če druga odvajala niso učinkovita. Uporabi se lahko tudi trening biološke povratne zveze (biofeedback), v redkih primerih pa je lahko potreben tudi kirurški poseg.
Med splošno populacijo se zaprtje pojavlja pri 2 do 30 odstotkih posameznikov. Pri starostnikih je zaprtje pogostejše, in sicer se v negovalnih ustanovah za starejše pojavlja pri 50 do 75 odstotkih posameznikov.